# Animal Alpha
Animal Alpha — норвезький рок-гурт, що був утворений у 2002 році та розпався у 2009 році.

## Історія
Більшу частину 2004 року гурт провів на концертах по Норвегії. Їхній виступ на Øyafestivalen в Осло отримав 8 балів з 10 в британському журналі Metal Hammer і з'явився в національній телепрограмі Lydverket. Пізніше вони провели два аншлагові концерти в Осло в закладі John Dee Live Club & Pub, який вміщує 500 відвідувачів. Пізніше гурт підписав контракт з невеликим незалежним лейблом Racing Junior і запланував випуск свого першого EP та альбому на весну 2005 року.
Продюсер Сільвія Массі записала EP та альбом «Pheromones» у своїй студії у Віді, Каліфорнія. Animal Alpha провели 2005 рік, виступаючи в Норвегії на підтримку свого однойменного мініальбому і дебютного альбому «Pheromones», який вийшов 5 вересня. EP отримав золотий статус, а два сингли та відео потрапили в національний ефір. Вони також були номіновані на найкраще музичне відео 2005 року та найкращого дебютного виконавця. 
Взимку 2006 року гурт виступав на різних галузевих фестивалях у США, Англії та Нідерландах. Вони отримали пропозиції від лейблів у Великій Британії, Сполучених Штатах, Німеччині та інших країнах, граючи на фестивалях у Європі. Другий альбом «You Pay for the Whole Seat, But You'll Only Need the Edge» вийшов 28 січня 2008 року. Гурт виступав на таких фестивалях, як Rock am Ring і Rock im Park, Download Festival в Англії та Pukkelpop. Їхня пісня «Bundy» представлена у відеоіграх Burnout Revenge, Burnout Legends і NHL 06, опублікованих EA Games, а також у кінцевих титрах фантастичного фільму жахів «Мисливці за відьмами», їхня композиція «Fire! Fire! Fire!» також фігурувала в титрах норвезького комедійного фільму жахів "Операція «Мертвий сніг» та у відеогрі 2008 року MotorStorm: Pacific Rift.
12 березня 2009 року гурт розпався. На їхньому вебсайті та в Myspace був опублікований пресреліз, у якому йдеться про те, що гурт «опинився у творчому глухому куті, готуючись до свого третього альбому, і після оцінки ситуації вирішив припинити роботу». Принаймні двоє учасників гурту продовжили займатися сольною кар'єрою чи іншими проєктами. 

## Дискографія

### Мініальбоми (EP)
- «Animal Alpha» (2005)

### Сингли
- «Bundy»

### Студійні альбоми
- «Pheromones» (2005)
- «You Pay for the Whole Seat, but You'll Only Need the Edge» (2008)

## Склад гурту
- Агнета Кьолсруд — вокал
- Крістіан Віб — соло-гітара, бек-вокал
- Крістер-Андре Седерберг — ритм-гітара, бек-вокал
- Ларс Імре Бідтнес — бас-гітара, бек-вокал
- Томас Еміль Якобсен — ударні, перкусія
- Александер Ралла Вільнес — ударні, перкусія